# Pył i krew
Pył i krew (fr.  De terre et de sang) – francuski telewizyjny film przygodowy z 1992 roku. Akcja filmu toczy się w czasie wypraw krzyżowych.

## Obsada
- Jean-Yves Berteloot - Arnaud
- Valeria Cavalli - Fiorella
- Tobias Hoesl - Ludwig
- Jean-Pierre Cassel - Ridefort
- Paul Brooke - Simon
- David Warner - Tripoli
- Fernando Rey - Saladyn